# Herman II van Ravensberg
Herman II van Ravensberg (overleden op 22 april 1221) was van 1170 tot aan zijn dood graaf van Ravensberg.

## Levensloop
Herman II was de zoon van graaf Otto I van Ravensberg en diens echtgenote Oda, wier afkomst onbekend gebleven is. In 1170 volgde hij zijn vader op als graaf van Ravensberg.
Hij behoorde tot de voorstanders van Hendrik de Leeuw, waardoor hij conflict kwam met de heerlijkheid Lippe. Tijdens de successieoorlog om de Rooms-Duitse troon steunde hij als enige Westfalische heerser de Hohenstaufen. Ook voerde hij een vete tegen het graafschap Tecklenburg. Nadat hij in 1202 een zware nederlaag had geleden, verloor hij heel wat bisschoppelijke rechten en leengoederen.
In 1215 kreeg hij van de aartsbisschop van Keulen de heerlijkheid Vlotho toegewezen en in 1214 verhief hij Bielefeld tot een stad. Ook stichtte hij in 1166 samen met zijn vader het klooster van Flaesheim.
In 1221 stierf Herman II. Zijn zonen Otto II en Lodewijk volgden hem op als graven van Ravensberg.

## Huwelijk en nakomelingen
Herman huwde eerst met Jutta, dochter van landgraaf Lodewijk II van Thüringen. Ze kregen volgende kinderen:
- Otto II (overleden in 1244), graaf van Ravensberg en graaf van Vlotho en Vechta
- Herman (overleden in 1217), kanunnik in Münster
- Lodewijk (overleden in 1249), graaf van Ravensberg
- Godfried (overleden in 1259), proost in Keulen

Zijn tweede echtgenote was Adelheid (overleden na 1221), wier afkomst onbekend gebleven is.